# Liste der Ständigen Vertreter Österreichs beim Europarat
Die Liste der Ständigen Vertreter Österreichs beim Europarat enthält Botschafter der Republik Österreich beim Europarat in Straßburg.
Die Republik Österreich ist seit 1956 Mitglied des Europarates.

## Ministerkomitee
Das Ministerkomitee ist das Exekutivorgan des Europarates, in diesem werden die Mitgliedstaaten durch ihre Außenminister bzw. deren Ständige Vertreter im Range eines Botschafters vertreten.
Der Europarat war von Bedeutung für die österreichische Außen- und Europapolitik:
- Österreich war aufgrund des Staatsvertrages nicht Mitglied der Europäischen Wirtschaftsgemeinschaft (EWG).
- Hier wurden diplomatische Initiativen in Bezug auf den Rat für gegenseitige Wirtschaftshilfe unternommen.[1]

## Liste
- 1956: Eduard Ludwig
- 1958–1963: Hans Reichmann
- 1963–1970: Willfried Gredler
- 1970–1976: Heinrich Laube
- 1976–1980: Otto Maschke[2]
- 1980–1983: Dietrich Bukowski
- 1984–26. März 1987: Hans Knitel
- 1987–1992: Werner Sautter
- 1992–1996: Hans Winkler
- 1996–2002: Ulrich Hack
- 2002–2005: Aurel Saupe
- April 2005–28. Mai 2008: Wendelin Ettmayer[3]
- 28. Mai 2008–2013: Thomas Hajnoczi[4]
- 2013–2018: Rudolf Lennkh
- 2018–2022: Gerhard Jandl[5]
- seit Mai 2022: Aloisia Wörgetter